# Камчатка (фильм)
«Камчатка» (исп. Kamchatka) — совместный фильм Аргентины и Испании, снятый режиссёром Марсело Пиньейро на основе одноимённого романа Марсело Фигераса. Действие фильма происходит в Аргентине в период «грязной войны» в 70-е годы XX века. Картина рассказывает об истории семьи, скрывающейся от правительства в деревне. В 2002 году «Камчатка» официально номинировалась от Аргентины на премию «Оскар» в категории «Лучший иностранный фильм».

## Сюжет
Сюжет показан глазами десятилетнего мальчика Гарри, который не осознаёт, что аргентинский переворот 1976 года может повлиять на его жизнь.
После нескольких «исчезновений» друзей адвокат по правам человека и его жена, научный работник, совершают побег из города и скрываются от военной полиции в пустом летнем доме. С ними находятся двое детей: Гарри, который очарован искусством фокусника Гарри Гудини, и Эль Энано, его младший брат. Семья приобретает новые паспорта и пытается вести нормальную жизнь. Позднее к ним присоединяется студент по имени Лукас. Беглецы испытывают трудности, но приезд родителей, с которыми давно были прерваны связи, позволяет им оценить то, что они всё ещё семья.

## Награды
- Приз Ассоциации кинокритиков: Серебряный Кондор; Лучший звук, Карлос Аббате и Хосе-Луис Диас; 2003.
- Фестиваль кино в Картахене: Золотая Индия Каталина; Лучший сценарий, Марсело Фигерас и Марсело Пиньейро; 2003.
- Фестиваль кино в Гаване: Лучший сценарий, Марсело Пиньейро; Большой Корал — Третий приз, Марсело Пиньейро; 2003.
- Международный фестиваль в Ванкувере: Самый популярный фильм, Марсело Пиньейро; 2003.
- Кинопремия «Молодой актёр»: Премия «Молодой актёр»; «Лучший молодой ансамбль» в международном фильме, Томас Фонси, Матиас дель Посо и Мильтон де ла Каналь; 2003.